# Ciudad de Murcia
Ciudad de Murcia var en spansk fotbollsklubb från Murcia. Klubben grundades 1999 och spelade sina hemmamatcher på  Estadió La Condomina. 2007 såldes klubben den till ägarna av Granada 74 som inneburit en flytt till Granada och ett namnbyte till Granada 74 CF. Granada 74 CF lades ned 2009, vilket inneburit döden av två klubbar samtidigt. 